# Blasformen
Das Blasformen (engl. blow molding oder blow moulding) ist ein Verfahren zur Herstellung von Hohlkörpern aus thermoplastischen Kunststoffen und zählt zu den Spritzgießsonderverfahren.

## Verfahrensablauf beim Blasformen

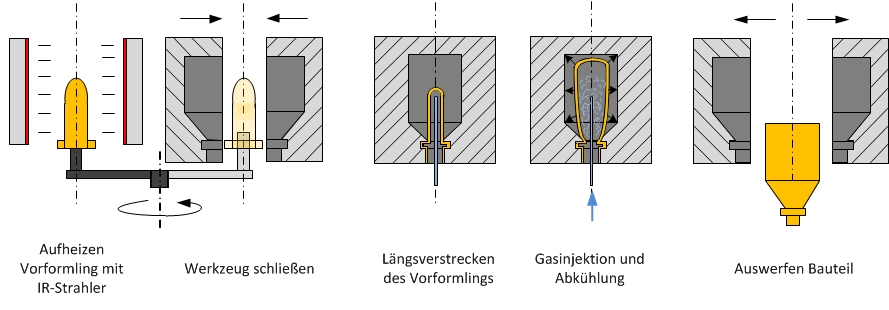
Verfahrensablauf beim Blasformen

Zum Blasformen wird ein sogenannter Vorformling benötigt, welcher in einem vorangeschalteten Arbeitsschritt durch konventionelles Spritzgießen hergestellt wird. Beim eigentlichen Blasformverfahren wird dieser Vorformling im ersten Prozessschritt aufgeheizt. Hierbei kommen vor allem Infrarot-Strahler zum Einsatz, da sie neben einer guten Automatisierbarkeit eine hohe Leistungsfähigkeit besitzen und viel Wärmeenergie in das Halbzeug bringen. Nach dem Erwärmen wird der Vorformling in das Werkzeug gefahren, alternativ werden die Heizer – je nach Maschinenbauart – aus dem Werkzeug gefahren. Durch das Schließen des Werkzeugs kommt es am Flaschenhals zur Längsverstreckung, wodurch der Vorformling axial gehalten wird und zudem eine mediendichte Fixierung entsteht. Daraufhin wird ein Gas in den Vorformling eingeleitet, der sich unter der Druckbeanspruchung ausdehnt und dabei die Werkzeugkontur abbildet. Aus wirtschaftlichen und ökologischen Aspekten wird als Gas häufig Druckluft eingesetzt. Nach dem Aufblasen kühlt der erzeugte Hohlkörper im Werkzeug ab, bis er genügend Formsteifigkeit besitzt und ausgeworfen werden kann.
Ein Vorformling wird erwärmt und in einem formgebenden Blaswerkzeug aufgeblasen, so dass er sich an die Kontur des Werkzeugs anlegt. Abhängig von der Herstellung des Vorformlings wird zwischen Extrusionsblasformen und Streckblasen unterschieden.

## Teilespektrum
Mittels Blasformen können hohle Kunststoffbauteile hergestellt werden. Diese werden als Kunststoffblasteile bzw. Blasformteile bezeichnet. Als Beispiele können Kunststoffflaschen, Kunststoffkanister, Waschwasserbehälter, Kraftstoffbehälter, Ausgleichsbehälter o. ä. Bauteile genannt werden. Ein Vorteil vom Hohlkörperblasformen ist eine dünne Wandstärke der gefertigten Teile, im Gegensatz zu alternativen Verfahren.